# グレシャムの法則

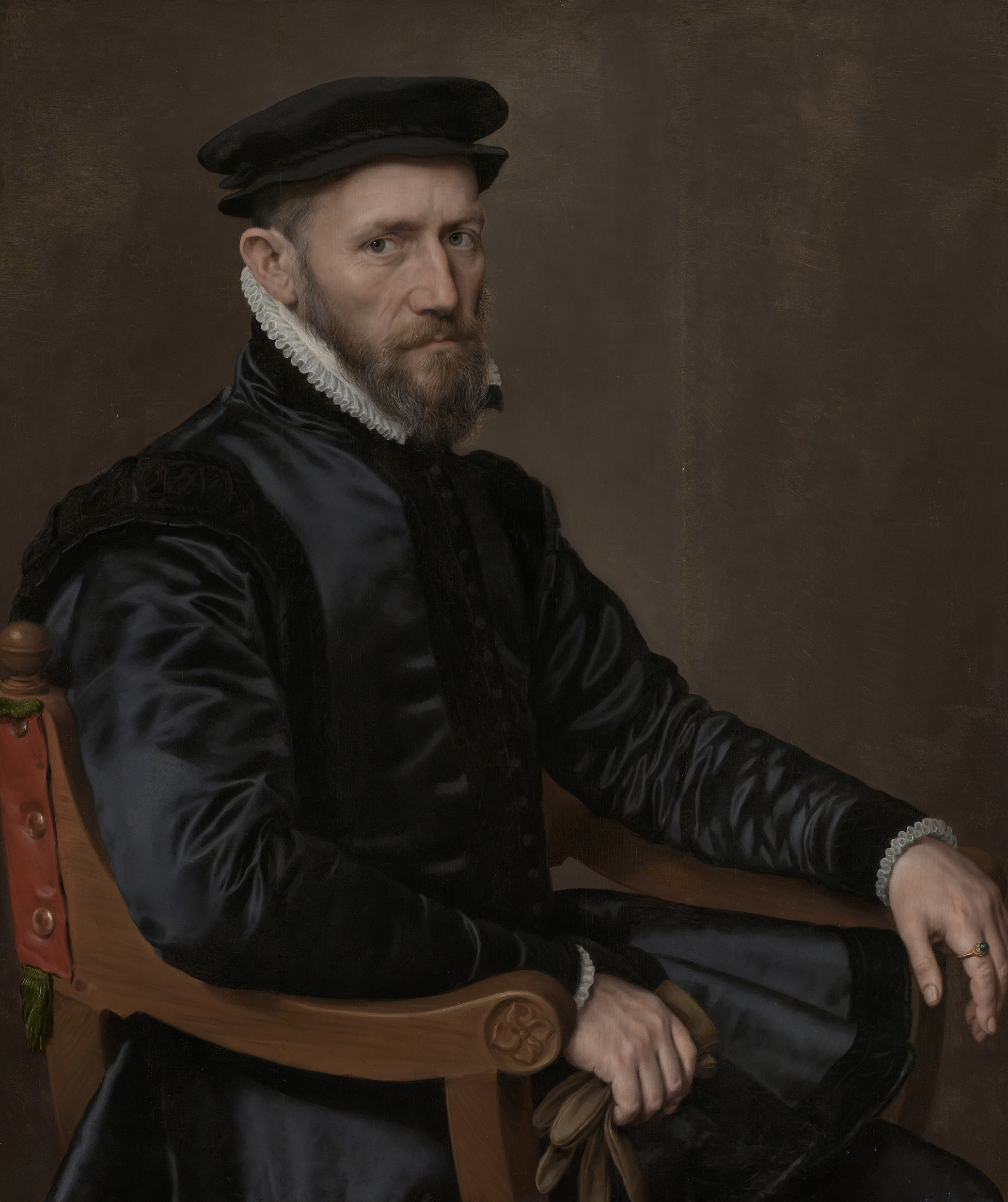
トーマス・グレシャム

グレシャムの法則（グレシャムのほうそく）は、金本位制の経済学の法則のひとつで、貨幣の額面価値と実質価値に乖離が生じた場合、より実質価値の高い貨幣が流通過程から駆逐され、より実質価値の低い貨幣が流通するという法則である。一般には内容の要約「悪貨は良貨を駆逐する」で知られる。
「グレシャムの法則」という名称は、16世紀のイギリス国王財政顧問トーマス・グレシャムが、1560年にエリザベス1世に対し「イギリスの良貨が外国に流出する原因は貨幣改悪のためである」と進言した故事に由来する。これを19世紀イギリスの経済学者・ヘンリー・マクロードが自著『政治経済学の諸要素』（1858年）で紹介し「グレシャムの法則」と命名、以後この名称で呼ばれるようになった。

## 概説
たとえば、金の含有量が多くて銀の含有量が少ない金貨と、同じ直径だが金の含有量が少なくて銀の含有量が多い金貨の二種類が、同じ額面で同時に流通したとする。この二種類には、国や有力機関が保証している点で額面価値は同じであっても、貴金属含有量としての実質価値は違うため、二重の価値差が生じる。仮に、金を多く含む方を良貨、金を少なく含む方を悪貨と呼ぶ。
すると、人々は良貨を手元に置いておき、日々の支払いには悪貨を用いる逆選択の傾向が生じる。なぜならば国が保証している点で両者の価値は同等であるが、そうなれば実質価値が高く、有事の際には物々交換においても有利な良貨は手放したくなくなり、日々の支払いには実質価値が低く、その差を国が補償している悪貨で間に合わせておこうと考えるからである。
近代の金本位制では、グレシャムの法則を回避するため、本位貨幣の鋳造の際に生じる誤差の許容範囲を定めた「公差」と流通に伴う磨耗の許容範囲を定めた「通用最軽量目」が設定された。

## 金本位制以外の場合
グレシャムの法則は、主に金本位制時代の金貨や銀貨など、それ自体に価値のある貨幣に当てはまる。現代の管理通貨制度にもとづく紙幣など、貨幣額面より大きく安い価値の信用貨幣の場合は、インフレーションによる減価など違う意味に使われ、本来の金含有量の意味はほとんど当てはまらない。
また、良貨と悪貨の関係は、鋳造量にも影響される。11世紀と18世紀の中国では王朝が銅貨の大量鋳造を行い、良貨にあたる官銭が普及し、悪貨にあたる私鋳銭（しちゅうせん）の流通が減少した。銅貨の私鋳は金銀貨よりも利益が少ないのが、その原因とされる。
国家による鋳造の減少と私鋳銭による鐚銭（びたせん、びたぜに）が横行して、撰銭（えりぜに、えりせん、せんせん）が行われた東アジア地域に関しても、この法則に当てはまるかどうかの議論が行われている。15世紀末から16世紀後半にかけては、中国沿岸部と西日本は非公式な貿易を通して銭貨が流通し、高品位の精銭（せいせん）と低品位の鐚銭が混在した。当時の西日本では、地域の市場には鐚銭が用いられる一方、遠隔地の貿易には精銭が用いられる、という、用途に応じた役割分担が発生した。この場合は、良貨と悪貨は代替的ではなく、補完的な関係にあった。

## 歴史
グレシャムの法則に見られるような現象自体は、グレシャム以前の古くから各地で知られていた。
古代ギリシアの劇作家アリストパネスは、自作の登場人物に「この国では、良貨が流通から姿を消して悪貨がでまわるように、良い人より悪い人が選ばれる」という台詞を与え、当時のアテナイで行われていた陶片追放（オストラシズム）を批判している。
天文学者として知られるニコラウス・コペルニクスは、グレシャムの進言に先駆けて『貨幣鋳造の方法』（1528年）において同様の説を唱えていた 。
日本の江戸時代中期の思想家三浦梅園も、自著『価原』（1773年）の中で「悪幣盛んに世に行わるれば、精金皆隠る」という説を独立して唱えている。この時期すなわち明和9年（1772年）から発行された、南鐐二朱判は一両当りの含有銀量が21.6匁（もんめ）であり、同時期に流通していた元文丁銀の一両当り27.6匁と比較して不足している悪貨であった。このことが南鐐二朱判を広く流通させ、このような計数銀貨が次第に秤量銀貨である丁銀を駆逐していった一因でもある。
これより前の、元禄8年（1695年）に行われた品位低下を伴う元禄の改鋳後に、良質の慶長金銀は退蔵され、品位の劣る元禄金銀のみが流通したことも典型的な例である。

## 貨幣以外の用法
「悪貨が良貨を駆逐する」という言葉は、前述のアリストパネスの例のように悪人がはびこるような治安の悪い状態や、軽佻浮薄な文化が流行するような場合を指すときによく引き合いに出される。
良貨悪貨の良悪は、貨幣の質の良悪であり人物の質の良悪ではないため、上述のような用法はその点を混同しており転義的である。